# Rifa
Rifa este o arie protejată (arie specială de conservare — SAC, sit de importanță comunitară — SCI) din Austria întinsă pe o suprafață de 12,63 ha, integral pe uscat.

## Localizare
Centrul sitului Rifa este situat la coordonatele 46°58′32″N 10°02′47″E / 46.9755°N 10.0465°E.

## Înființare
Situl Rifa a fost declarat sit de importanță comunitară în decembrie 2015 pentru a proteja 1 specie de animale. Situl a fost protejat și ca arie specială de conservare în mai 2022.

## Biodiversitate
Situată în ecoregiunea alpină, aria protejată conține 2 habitate naturale: Păduri de fag Luzulo-Fagetum, Păduri de fag Asperulo-Fagetum.
La baza desemnării sitului se află o specie protejată de  păsări: ciocănitoare neagră (Dryocopus martius).
Pe lângă speciile protejate, pe teritoriul sitului au mai fost identificate 2 specii de plante.